# سومانیرول
سومانیرول (انگلیسی: Sumanirole) یک آگونیست به‌شدت انتخابی برای گیرنده D2 دوپامین و نخستین مولکول از این دسته بود که با هدفِ درمانِ پارکینسون و سندرم پای بی‌قرار تولید شد.
با اینکه این دارو هرگز برای مصارف بالینی پزشکی تأیید نشد، اما یک وسیله بسیار خوب برای انجام پژوهش‌هایی دربارهٔ مکانیسم‌های نورولوژیک مرتبط با گیرندهٔ D2 بوده‌است.